# حرب البرتقال
حرب البرتقال كانت نزاعا قصيرا عام 1801 حيث قامت القوات الإسبانية بتحريض من حكومة فرنسا وبدعم من الجيش الفرنسي بغزو البرتغال، تمخضت على إثرها معاهدة بطليوس.